# Нижнезаитовский сельсовет
Нижнезаитовский сельсовет — муниципальное образование в Шаранском районе Башкортостана.
Согласно Закону о границах, статусе и административных центрах муниципальных образований в Республике Башкортостан имеет статус сельского поселения.

## Население
| 2002 | 2009  | 2010 | 2012 | 2013 | 2014 | 2015 |
| ---- | ----- | ---- | ---- | ---- | ---- | ---- |
| 1197 | ↘1136 | ↘978 | ↘922 | ↘911 | ↗917 | ↘889 |
| 2016 | 2017  | 2018 |      |      |      |      |
| ↘843 | ↘830  | ↘794 |      |      |      |      |

## Состав
В состав сельсовета входят 5 населённых пунктов:
- д. Бухара,
- с. Кугарчи-Буляк,
- с. Нижнезаитово,
- д. Таш-Чишма,
- с. Чекан Тамак.